# قائمة حلقات مسلسل يوتوبيا
يوتوبيا (بالإنجليزية: Utopia)‏ هو مسلسل تشويق ودراما بريطاني من تأليف دينيس كيلي وبطولة كلٍ من فيونا شيغنوسي، أديل أخطر، باول هيغنس، ناثان ستيوارت جريت، أليكساندرا روك، أوليفر وولفورد، نيل ماسكيل. عُرِض لأول مرة على القناة الرابعة البريطانية في 15 يناير 2013.

## نظرة عامة
|  | 1 | 6 | 15 يناير 2013 | 19 فبراير 2013 | 11 مارس 2013 DVD و Blu-ray | 20 ديسمبر 2013 DVD فقط |
|  | 2 | 6 | 14 July 2014  | 12 August 2014 | 18 August 2014 DVD فقط     | TBA                    |

## قائمة الحلقات

### الموسم الأول (2013)
| رقم الحلقة في المسلسل | رقم الحلقة في الموسم | العنوان    | من إخراج                        | من تأليف   | تاريخ الصدور الرسمي |
| --- | -------------------- | ---------- | ------------------------------- | ---------- | ------------------- |
| 1 | 1                    | «الحلقة 1» | مارك موندين                     | دينيس كيلي | 15 يناير 2013       |
| قرر خمسة شبّان عاشقين لنفس الرواية المصورة المدعوّة ”The Utopia Experiments“ (التجارب اليوتوبية) أن يلتقو بعدما اتفقو في منتدى إلكتروني على مكان اللقاء، لأن أحدهم يزعم انه لديه الجزء الثاني الغير منشور من الكوميكس على شكل مخطوطة، لم يتوقعوا أن عالمهم سوف ينقلب رأساً على عقب. أولئك الأربعة هم: (بيكي) طالبة توفيّ والدها بمرض غامض. (إيان) الذي يعمل كتقنيّ كمبيوتر في شركة ما. (ويلسون) مهووس كمبيوتر مؤمن بنظرية المؤامرة. و(غرانت) طفل في الـ11 من عمره. لكن عندما ذهب الثلاثة الأوائل لمكان الميعاد لم يظهر هذا الشخص المزعوم ويُدعى (بيجن). ماذا؟ يعودون لمنزلهم هكذا بهذه البساطة؟ لا ليس بهذه السرعة. أصحابنا الأربعة كان لقاءهم هذا هو اليوم الأول من حياتهم الجديدة، حياة من الخوف و الهرب من اللامعلوم. وجدوا أنفسهم مُطاردين من قبل منظمة غريبة تُدعى بـ"الشبكة The Network" وهي مستعدة لقتلهم واحدةً تلو الآخر بحثاً عن فتاة تُدعى (جيسيكا هايد). إذ أنه أثناء لقائهم الأول ذهب رجال لمنزل (بيجن) وسألوه السؤال الدائم "أين جيسكا هايد؟" ثم قتلوه بدم بارد جاعلين عملية قتله تبدو كالانتحار. لكن الفتى (غرانت) لم يأتِ للاجتماع فقد خطط أن يستغل خلوّ منزل مالك المخطوطة لكي يسرقه ولكنه فوجئ بالرجلان فأخذ المخطوطة وهرب. لاحقاً يذهب (غرانت) لمدرسته إلا أن الرجلان يلحقان به فيهرب منهما مجدداً. لاحقاً يُتّهم كل من (بيكي) و(إيان) بجريمة تحرش ضد الأطفال لم يرتكبوها، ومع ذلك فقد وجدوا حمضهم النووي هناك بطريقة مُدبرة. أما (ويلسون) فقد تتبعه الرجال لبيته وقاموا بتعذيبه في عينيه وسؤاله السؤال ذاته، أخبرهم بأنها ميته؛ في لحظة ذهب الأول لأنه انتهى من المهمة بحسب قوله، أما الآخر غادر الغرفة ليدخّن ويعود لقته (ويلسون). في تلك الأثناء قام (ويلسون) بفك قيده وأمسك المسدس وحين عاد الرجل قام بقتله. نهايةً، اجتمع الثلاثة في منزل (بيكي) وهناك طُرق الباب، ففتحوه لتظهر لهم امرأة تدّعي بأنها (جيسكا هايد). |                      |            |                                 |            |                     |
| 2 | 2                    | «الحلقة 2» | مارك موندين                     | دينيس كيلي | 15 يناير 2013       |
| وصل الثلاثة إلى نقطة اللاعودة، فما كان عليهم سوى تقبّل الواقع وتقبّل حياتهم الجديدة؛ أخبرتهم (جيسكا) بدورها بأنهم في خطر وكلما مضى وقت وجودهم في منزل (بيكي) كلما زاد خطر اقتراب المنظمة منهم والقضاء عليهم، فما كان لهم سوى الهروب معها إلى منزلٍ خالٍ والجلوس هناك لفترة. هناك في المنزل، تُخبرهم (جيسكا) عن أمر المنظمة وتقول لهم: "الشبكة تم إنشاؤها من قبل رجلان، عالم وراثة يُسمى (فيليب كارفيل) ورجل آخر يدعى السيد (رابيت/أرنب). وعندما وصلت الحرب الباردة لنهايتها، الحكومات المتورطة قررت الإنسحاب المشكلة الوحيد هي أن كلا الشخصين لم يكن يريدا التوقف. وفي مرحلة ما، أراد (كارفيل) الإنسحاب لذا عذبوه لإبقاءه في العمل وسجنوا ابنته كرهينة. في نهاية المطاف فقد عقله وأصبح مجنوناً، فأعطوه اسماً وهية جديدة ووضعوه بمشفى المجانين ثم كتب قصة يوتوبيا هناك." وتكشف لهم بأنها هي ابنة (كارفيل) وقد هربت من السجن وظلّت هاربة لهذا اليوم. لاحقاً يذهب كل من (جيسكا) و(إيان) لمنزل ناشر القصة للبحث عن الجزء الثاني ولكنهم يجدول عميلة CIA فتدلهم على "المُشرّد" فيقتلونها ويذهبان لملاقاته وهو بدوره يدلهم على عملية تُدعى (ميلنر). في تلك الأثناء يتوغل (دوغديل) في المؤامرة أكثر وأكثر حتى يُمسكوا بعاهرته الروسية ويلقوا القبض عليها لجريمة لم ترتكبها. وأخيراً، تنتهي الحلقة بانضمام (غرانت) للمجموعةن ولكن بدون الجزء المفقود من يوتوبيا إذ أنه أعطاها لفتاة التقى بها مؤخراً. |                      |            |                                 |            |                     |
| 3 | 3                    | «الحلقة 3» | مارك موندين                     | دينيس كيلي | 29 يناير 2013       |
| يتوصل (آربي) لمدرسة (غرانت) ويرتكب مجزرة هناك ويُلفّق التهمة لـ(غرانت) وتُذاع في نشرات الأخبار. في ذات الوقت، تجد المجموعة ملجأً جديداً وتتعرف (جيسكا) على (غرانت) وتحاول الحصول على الجزء الثاني من القصة. فتأخذه معها ليدلها على مكانها. وهناك عند منزل (آليس) يقوم بأخذ الجزء المفقود وتصل "الشبكة" ويحدث إطلاق نار وتُتقل والدة (آليس) فتعطي (جيسكا) الجزء المفقود لـ(آربي) ولكنها تنزع الأوراق المهمة منه وتعطيها لـ(غرانت). تتصل المجموعة كذلك بـ(ميلنر) التي تُساعدهم وتشرح لهم أكثر عن أمر المنظمة وأنه من المهم أن يجدوا الجزء المفقود ليعلموا من هو السيد (رابيت) ولتعود حياتهم لمجراها. |                      |            |                                 |            |                     |
| 4 | 4                    | «الحلقة 4» | اليكس غارسيا لوبيز ووين تشي بيب | دينيس كيلي | 5 فبراير 2013       |
| تنتقل المجموعة لبيت مهجور ويختبؤون فيه. وهناك يحصل (ويلسون) على رسومات (غرانت) التي رسمها للجزء الثاني، ويُحاولون فك الرمز؛ فيكتشفون أن شركة أغذية وراء هذا وانا لها فروعا في كافة أنحاء العالم وانهم يضعون مواداً داخل أغذيتهم تؤثر في جينات الإنسان وتكسبه المرض. أما (دوغديل) فقد كشف المؤامرة وكشف حقيقة الوزارة ولكنهم هددوه بامرأته والعاهرة الروسية من أجل إيقاف بحثه حول "الشبكة". وأخيراً، تذهب المجموعة لمنزل رجل يعتقدون أنه على اتصال بـ"الشبكة" ويحققوا معه، ويُطرث الباب والطارق ما هو إلا (لتس) الذي يعمل لحساب المنظمة. تسير الأمور بخير إلى أن تطلق (آليس) النار على الرجل لاعتقادها أنه هو من قتل والدتها. |                      |            |                                 |            |                     |
| 5 | 5                    | «الحلقة 5» | اليكس غارسيا لوبيز ووين تشي بيب | دينيس كيلي | 12 فبراير 2013      |
| تُكبّل المجموعة (لتس) وتبدأ بالتحقيق معه حول المنظمة، فيكشف لهم أشياء كثيرة وأهمها هو ان المنظمة هدفها تقليل الجنس البشري وذلك عبر إعطاء المرضى أدوية تحوي على مواد تُسبب العقم للمتعاطي، أما سبب فعلهم لهذا هو أنهم باعتقادهم أن موارد الأرض لن تكفي للجميع لذلك من الأفضل تقليل أعداد البشر لكي لا تصير مجازر جماعية وحروب متعددة بسبب الجوع. فيقتنع (ويلسون) بأفعالهم، أما البقية فما زالوا مصرين على محاربتهم؛ ثم يذهب البقية لأشغالهم وعندما تاكد (ويلسون) بعدم وجود أحد قام بتحرير (لتس) فيذهب للـ"شبكة" حيث يقومون بقتله هناك! تكشف الأحداث كذلك أن (بيكي) مصابة بمرض من صناعة "الشبكة" يُدعى بـ(ديل) والذي يتسبب بموت الفرد إذا لم يتعاطى الأدوية المناسبة. يذهب (إيان) ومعه الطفلان لمقابلة (ملينر) التي يكتشفون أيضاً أنها خائنة وتعمل لصالح "الشبكة" ولكنها تدلهم على (دوغديل) ليعطوه عيّنات الدواء ليكون دليلاً لجرائم "الشبكة" ولكنه يقوم ذاك الأخير بالاتصال بهم وينبئهم أن (إيان) عنده والطفلين عنده، يحاولون الهرب ولكن يقع (غرانت) بين أيديهم. أما (جيسيكا) فإنها تلتقي بـ(آربي) ويأخذها ذاك الأخير لمكان الجزء المفقود ويعطيها الجزء الثاني ثم يضرم النار فيه. |                      |            |                                 |            |                     |
| 6 | 6                    | «الحلقة 6» | اليكس غارسيا لوبيز ووين تشي بيب | دينيس كيلي | 19 فبراير 2013      |
| لم يكن الهدف من الجزء المفقود من البداية هي كشف حقيقة السيد (رابيت) وإنما معرفة التركيب الكيميائي لـ(جينوس) العقّار الذي اخترعه لتعقيم الجنس البشري، لذلك فقد احجزوا (غرانت) وبدأوا بالتحقيق معه عما إذا كان يتذكر الأرقام الباقية ام لا، وقاموا بتهديده عبر قتل أمه، لاحقاً يقوم بكتابة بعض الأرقام ويستدعي الذي يحقق معه ويقوم بقتله. في مشهد آخر تعود (جيسيكا) إلى المجموعة وتعثر على الأوراق التي أعطتهم لـ(غرانت) ويتبين لهم أن السيد (رابيت) شخص يُدعى (ليتن) ولكنهم لم يتعرّفوا عليه، فيحاول (ويلسون) اختراق قواعد بيانات الدولة لمعرفة من هو (ليتن) بطلب من (جيسكا) في النهاية تظهر النتائج، أما (بيكي) فتتصل بموزع الأدوية لتخبره أنها حصلت على الجزء المفقود ولكنها لا تعطيه ايها على أمل أن يفعل شيئاً حسناً ويعطيها الأدوية بلا مقابل، إلا أن ذاك الأخير يرميها في البحيرة، فتبدأ أعراض المرض بالظهور عليها. من جهة أخرى، ينتشر المرض الذي صنعوه في المملكة المتحدة ويتم تعيين (مايكل دوغديل) ليكون المشرف على عمليات اللقاح ضد المرض، وهذا اللقاح موجودة به المادة التي تسبب العقم للبشرية، يعود (دوغديل) لمنزله ويكن (إيان) بانتظاره حيث أنه يبحث عن (غرانت) يهدده بالقتل ولكن تقوم المرأة الروسية بمهاجمته فيكتشف أنها تعمل لصالح "الشبكة". عودةً إلى المجموعة، يطبع (ويلسون) صور المشتبه بهم عن كونهم (ليتن) ويلصقونه على الجدار؛ لا يتعرف أحد من المجموعة على هذه الوجوه سوى (مايكل) الذي قَدِمَ مع (إيان) لمساعدتهم، ويخبرهم أن هذا (كارفل) وهو الآمر الناهي هناك كما يخبرهم أيضاً عن مستودع العقار ليذهبوا ويحرقوه. لكن تعلم "الشبكة" بأمرهم بطريقة ما وتقبض عليهم عدا (ويلسون) و(جيسيكا) الذان يذهبان للبحث عن (ليتن)؛ وهناك، يقوم (ويلسون) بتوجيه المسدس نحوها لاعتقاده أنهم على حق ويطلب الجزء المفقود منها، يظهر (غرانت) قرب المصعد أثناء وقوفهما مما يتيح إلهاءً لـ(ويلسون) فتقوم (جيسيكا) بالانقضاد عليه، وتبين لها أن الرجل الذي قتله (غرانت) ما هو إلا السيد (رابيت). في ذاك الوقت، تأتي (ميلنر) وتحررهم وتقوم بإحراق المستودع مع المجموعة. في النهاية، تذهب (آليس) مع (مايكل) ليتبناها، ويذهب (إيان) و(بيكي) لمنطقة ناءية بعيدة عن المشاكل وبصحبتهم (غرانت)، أما (جيسيكا) فتذهب لـ(ميلنر) لتسلمها الجزء المفقود، ولكن عندما ربطت (جيسيكا) الأحداث ببعضا البعض أدركت السيد (رابيت) ما هي إلا (ميلنر)، فتأخذ الجزء المفقود وتقوم بحرقه، إلا أن (ملينر) تخبرها أن العقار ما هو إلا أنت، العقار موجود بداخل (جيسيكا) ! |                      |            |                                 |            |                     |

### الموسم الثاني (2014)
| رقم الحلقة في المسلسل | رقم الحلقة في الموسم | العنوان    | من إخراج    | من تأليف   | تاريخ البث الأول |
| --- | -------------------- | ---------- | ----------- | ---------- | ---------------- |
| 7 | 1                    | «الحلقة 1» | مارك موندين | دينيس كيلي | 14 يوليو 2014    |
| الحلقة الافتتاحية من الموسم الثاني تحكي قصة نشوء وتطوير العقار "جينوس" بواسطة (فيليب كارفال) والد (جيسيكا هايد). فبالعودة إلى الماضي في عقد 1970 يلتقي (فيليب) مع (ميلنر) في أمسيةٍ ما، وهناك يقوم (فيليب) بشرح نظرته حول الأوبئة التي تصيب الناس حيث قال أنه من الأفضل أن يموت الناس فموارد الأرض لا تكفي لهذا العددد الهائل؛ تُعجب (ملينر) بفكرته ويعملا معاً على تطوير دواء من شأنه تعقيم الناس ومنعهم على التكاثر. وخلال ذاك الوقت، يُجري (فيليب) اختبارات على ابنه (بيتر) فتكتشف زوجته ذلك فتقوم بطرده من المنزل، وبعد عدّة أشهر تتوفّى زوجته أثناء ولادة (جيسيكا). وبعد خمس سنوات، يُكمل (فيليب) عمله على العقّار، فتحاول (ملينر) الحصول عليه ولكنه يأبى ذلك فتقوم بربطه ومحاولة تعذيبه ولكنه يستطيع الهروب عبر صديق له ويقوم يحقن ابنته (جيسيكا) بالعقار ثم يُوضع في مشفى للأمراض العقلية وهناك يقوم برسم مخطوطة "يوتوبيا". |                      |            |             |            |                  |
| 8 | 2                    | «الحلقة 2» | مارك موندين | دينيس كيلي | 15 يوليو 2014    |
| بعد خمسة أشهر من أحداث الحلقة الأخيرة في الموسم الأول، يُستَمر تعذيب (جيسيكا) بواسطة (ملينر) لمعرفة أمر متعلق بـ(جينوس)، ولكنها تأبى الإفصاح عن شيء؛ فترسل لها (ميلنر) شخصاً يقوم بتعذيبها نفسياً، وكلنه لا يفلح في ذلك أيضاً وتقوم بقتله. (غرانت) الذي تعتقد "الشبكة" أنه ميت يختبئ عند (إيان) الذي يقوم بدوره بالبحث عن (بيكي) ويجدها فعلاً في مبنى قديم. أما (ويلسون) فيخون أصدقائه وينضم لـ"الشبكة". يتبين للمشاهد أيضاً أن (آربي/بيتر) على قيد الحياة ويحاول عيش حياة طبيعية في منزل صديقته وابنتها، إلا أن صديقه (لي) -الذي ظهر في الحلقة الأولى من الموسم الأول وقام بتعذيب (ويلسون)- يعرف مكانه ويهدده بالعودة إلى العمل لصالح "الشبكة"، تأمره (ملينر) بقتل (أنطوان)؛ في ذات الوقت تجتمع (بيكي) و(إيان) و(غرانت) و(أنطوان) في بناء قديم حيث يتم تبادل النار بين جنود (ملينر) و(آربي) الذي ينقذ المجموعة ويهرب معهم. |                      |            |             |            |                  |
| 9 | 3                    | «الحلقة 3» | مارك موندين | دينيس كيلي | 22 يوليو 2014    |
| تذهب المجموعة بقيادة (آربي) لمنزل الهاكر (بين) الذي يكشف لهم عبر اختراقه مواقع الحكومة أن الإنفلونزا الروسية أمر حقيقي وأنهم قد وضعوا به (جينوس) لإصابة الناس بالعقم. بعدها بفترة تكتشف (بيكي) و(إيان) أن (أنطون) ما هو إلا (فيليب كارفال) فيتفقان أن لا يُخبرا أحد، إلا أن (إيان) يتصل بـ(ملينر) ليخبرها، ولكنه يعلم أنها مجرد كاذبة أخرى. من جهة أخرى، تقوم (ملينر) بأمر (لي) و(ويلسون) بالبحث عن المجموعة، يحاول حينها (ويلسون) قتل (لي) ولكنه لا يُفلح؛ يصل (لي) لمنزل (بين) ليكتشف أن جميع من في المنزل مقتولون ومن خلفه (آربي) موجّه السلاح نحوه، يتفق معه أنه سيسلّم المجموعة لـ(ملينر) وسينضم لـ"الشبكة" شريطة أن تدع صديقته وابنتها بشأنهما. أما (جيسيكا) فتأمر (ملينر) جنودها بإجراء عمليّة لها لاختراق دماغها والحصول على المعلومات، ولكنها تهرب بطريقة ما. وأخيراً، يصعد وزير الصحة (جيف) لُيعلن بدأ عملية التلقيح من مرض الإنفلونزا الروسية. |                      |            |             |            |                  |
| 10 | 4                    | «الحلقة 4» | سام دونوفن  | دينيس كيلي | 29 يوليو 2014    |
| في أمريكا، يستلم عميل سري أوامره فيقوم بوضع علبة فيروس الإنفلونزا الروسية بكشّاف سيارته ويقوم بقتل عائلته. (إيان) يذهب لمنزل (مايكل) ولكنه يُفاجئ بوجود (جيسيكا) فيتلامسان، وقبل رحيل (إيان) تقوم (جيسيكا) بتخبئه هاتف في سترته. تقوم (ميلنر) بكشف مخططها لـ(ويلسون) حيث أن لديها عُملاء بكافة أنحاء العالم هدفهم انتظار أوامرها لركوب طائراتهم الخاصة ونشر الإنفلونزا الروسية حتى يأخذ البشر اللقاح بإرادتهم، يقتنع (ويلسون) بدوره ويقوم بقتل شقيق (إيان) ليستدرجوا (إيان) وليعثروا على (فيليب كارفال)؛ وفي وقت لاحق، تذهب (ملينر) لمنزل (مايكل) بحثاً عن (إيان) فتقوم (جيسيكا) بمهاجتمها، وقبل أن تقتلها تخبرها أن والدها مازال حيّاً. أما (بيكي) فتعرف أن (أنطون/فيليب كارفال) يتحدث بالرومانية، فتجلب مُرجماً ليترجم لها، فيخبرهم (فيليب) كيف أنه كان مُتجزاً وكُلّ عائلته شاهدها تموت أمام عينيه، ثم التقى بالسيد (رابيت) وهناك خطرت بباله فكرة (جينوس) وقام بصناعته بالفعل، ولكنّه عدّله ليستثني عرقاً واحداً؛ بعد فترة يقوم (آربي) بمقاطعتهم ويقتل المترجم وكاد على وشك قتل (إيان) لولا أن (غرانت) منعه من هذا. |                      |            |             |            |                  |
| 11 | 5                    | «الحلقة 5» | سام دونوفن  | دينيس كيلي | 5 أغسطس 2014     |
| يذهب كل من (آربي) و(غرانت) و(فيليب) إلى الريف، حيث يُحاول (آربي) جعل والده يتعرف عليه، ولكنه يَحسب (غرانت) هو ابنه مما يُغضب (آربي/بيتري) كثيراً. تصل (جيسيك) بصحبة (ميلنر) إلى المكان وتلتقي بوالدها. يصل (إيان) و(بيكي) لمنزل (مايكل) بحثاً عن إجابات. وهناك يلتقوا بـ(ويلسون)؛ ثم تذهب كل من (بيكي) و(مايكل) لإنقاذ زوجته و(آليس)، أما (ويلسون) و(إيان) فيذهبان للريف بحثاً عن (ميلنر) حيث يجدان المجموعة هناك. في الريف، يتذكر (فيليب) (ملينر) وابنته (جيسيكا). يخبر (فيليب) (ميلنر) أنه قام بتعديل (جينوس) ليقوم بالالتحام من دواء الانفلونزا الروسية حيث يؤدي هذا الالتحام إلى جعل الدواء فيروساً آخر -أي أنه سيقتل الجميع- ولكنه استثنى عرقاً بشريّاً واحداً وهم العرق الذي ينحدر منه هو وابنته وهم شعب الرومن، وأخبره أنه فعل ذلك لأجل (جيسيكا) ولأنه يُحبّها وهو وضع (جينوس) فيها ولم يصبها بالعقم بل حماها منه. تغضب (ميلنر) ولكن لا يظهر عليها ذلك؛ تُخبر (فيليب) أن عليه قتل الجميع وتعطيه السلاح، يتوجه (فيليب) من فوره ويحاول الإطلاق على (غرانت) ولكنه يفر هارباً فيتوجه لـ(بيتري) ويطلق عليه ويحاول الإطلاق على (جيسيكا) ولكنها تحمل (بيتري) وتهرب وتحاول إنقاذه. أثناء ذلك يصل (ويلسون) و(إيان) للموقع، فيحاول (فيليب) قتلهم ولكن (غرانت) يقوم بقتل (ميلنر) وذلك بعد أن أمرت عُملائها بإطلاق الفيروس على نطاق واسع من العالم. |                      |            |             |            |                  |
| 12 | 6                    | «الحلقة 6» | سام دونوفن  | دينيس كيلي | 12 أغسطس 2014    |
| تكتشف المجموعة بطريقة ما أن العميل المطلوب منه نشر الفيروس يُسمّى بـ(ترانس) ويكتشفون أيضاً أين سيقوم بإطلاقه والمكان، فيذهب كل من (إيان) و(جيسيكا) لمحاصرته وقتله؛ وعادوا وهم معتقدون أن الأمر قد انتهى؛ فينشغل كل منهم بأعماله. تُدرك (بيكي) أن ليس لها سوى يومان بسبب مرضها "ديل" الذي سيقضي عليهان لذلك تُقرر قضاء ما تبقى من حياتها مع أحدٍ تُحبه وهو (إيان)؛ بعد أن يتلامسا، يذهب (إيان) لجلب الشراب ويُصادف في طريقه (فيليب) الذي يخبره أن (بيكي) غير مُصابة بل أنها تأخذ حبوباً مُخدّرة لذلك تبدأ هلوساتها بالظهور إذا لم تأخذ الحبوب، فيعود (إيان) مسرعاً لها ولكنه يجدها ملقاة على الأرض، فيحاول إنعاشها إلى أن تستيقظ. أثناء ذلك، يأتي جنود ويُكبلون (إيان) و(جيسيكا) و(فيليب)، يُكشف للمشاهد أن من بعثهم هو (ويلسون)؛ أما بالنسبة لـ(ويلسون) فقد وَشَم على بطنه كلمة "رابيت" ليشهد بذلك ولادة "مستر رابيت" جديد! |                      |            |             |            |                  |